# Back Bay Fens
Als Back Bay Fens, von den Einheimischen zumeist einfach The Fens genannt, wird eine Parklandschaft und Urbane Wildnis in Boston im Bundesstaat Massachusetts in den Vereinigten Staaten bezeichnet. Das Gelände wurde von Frederick Law Olmsted als Bestandteil des Emerald Necklace entworfen. Nach den Fens sind der Stadtteil Fenway–Kenmore und der Fenway Park benannt, in dem die Boston Red Sox zu Hause sind.

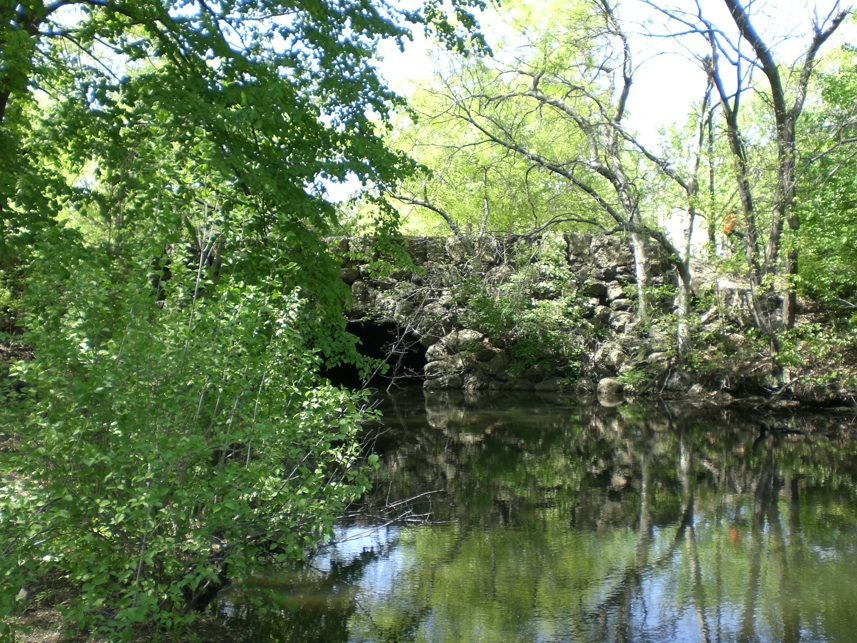
Die Agassiz Road Bridge über den Muddy River

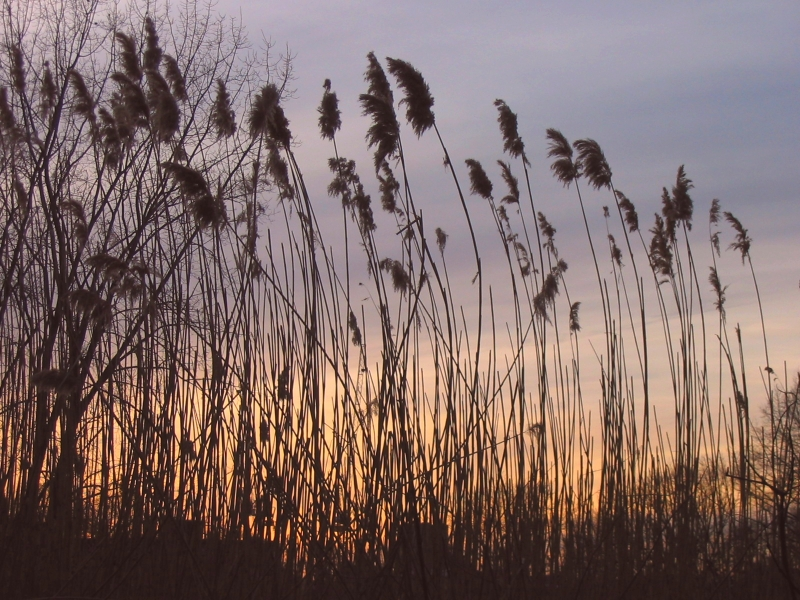
Sonnenuntergang in den Fens, betrachtet durch Phragmites australis, eine eingeführte Schilfrohrsorte. Diese invasive Unterart wird im Zuge eines größeren Flussrestaurierungsprojekts 2011 entfernt.

## Geschichte

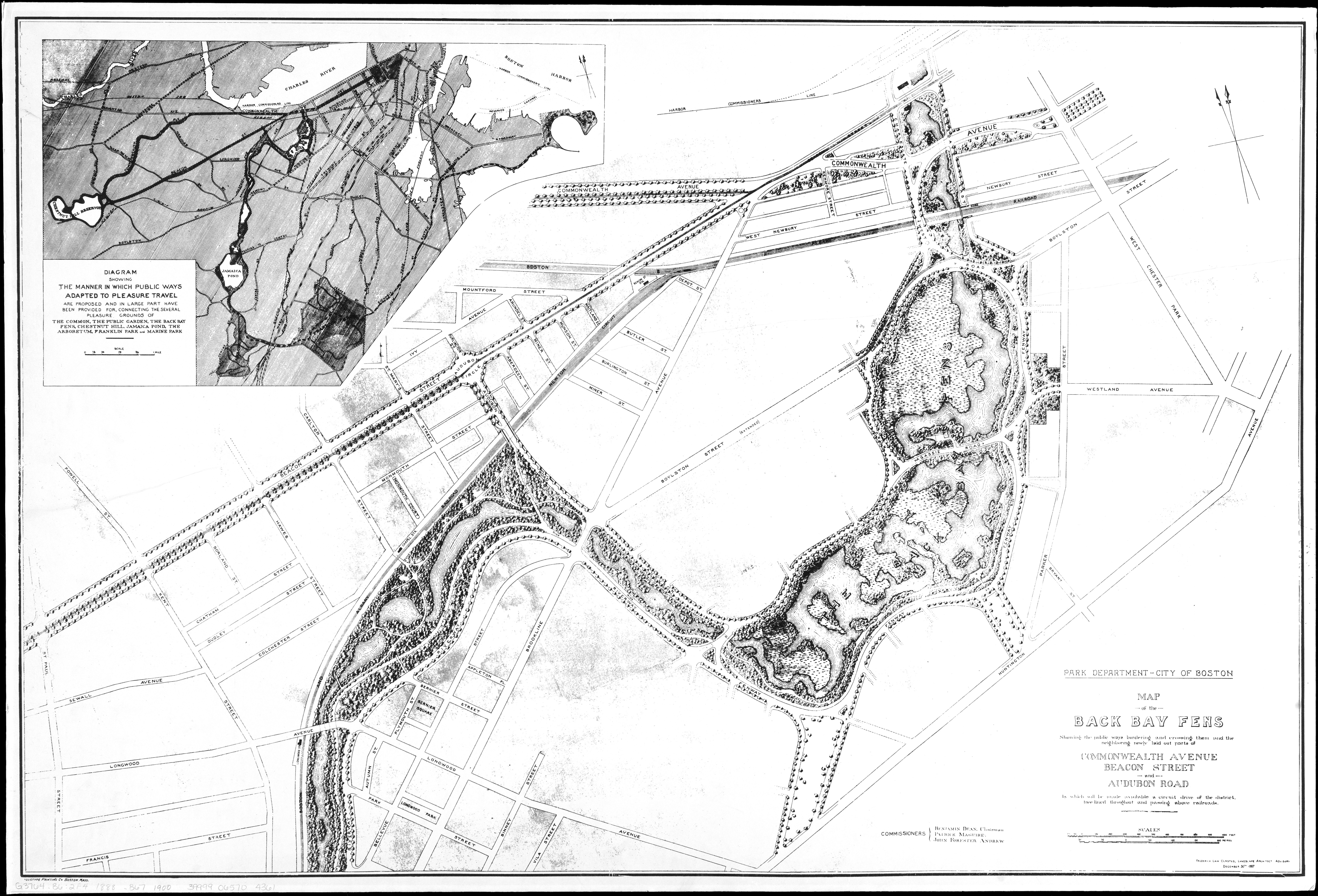
Der Plan von Olmsted für die Back Bay Fens (1887)

Die Back Bay Fens bilden heute als Teil des Emerald Necklace eine pittoreske Parklandschaft. Im Grunde besteht das Gelände aus einem historischen Flecken Salzwiese, das von trockenem Land umgeben war und keine Verbindung zu den Gezeiten des Atlantischen Ozeans hatte. Daraus wurde ein durch entsprechenden Garten- und Landschaftsbau ein Park mit Süßwasser, der heute auch als The Fens oder Fenway bekannt ist. Letzterer Begriff kann dabei auch den umgebenden Stadtteil bezeichnen.
Als Boston im frühen 17. Jahrhundert besiedelt wurde, wurde die Shawmut-Halbinsel, auf der die Stadt errichtet wurde, durch einen dünnen, sandigen Landstrich namens Boston Neck mit Roxbury verbunden. Das im Westen angrenzende Sumpfgebiet war dabei ein Wattgebiet des Charles River. Die Gegend begann mit der Zeit zunehmend überaus übel zu riechen, da die Abwässer der wachsenden Siedlung dort hineingeleitet wurden.
Um den doppelten Zweck der Eliminierung von Gesundheits- und Ästhetikproblemen durch das verseuchte Wasser sowie der Gewinnung von neuem und wertvollen Land für Bostoner Grundstücke zu erfüllen, wurde 1820 eine Serie von Landgewinnungsprojekten ins Leben gerufen und für den Rest des Jahrhunderts fortgeführt. Das Auffüllen der heutigen Back Bay wurde 1882 beendet, der Kenmore Square wurde 1890 erreicht und die Fens konnten 1900 abgeschlossen werden. Diese Projekte haben den Umfang der Halbinsel mehr als verdoppelt.
Für Olmsted war es eine große Herausforderung, das Sumpfgebiet so zu restaurieren, dass aus ihm ein ökologisch gesunder Ort entstehen und der zusätzlich als Erholungsgebiet genutzt werden konnte. Dazu kombinierte Olmsted seine Talente als Landschaftsarchitekt mit der Sanitärtechnik auf dem damaligen Stand der Technik und machte aus einem faulig stinkenden Gezeitenbach und Sumpf eine „Szenerie eines sich windenden, leicht salzigen Bachs mit bewaldeten Ufern, der Interesse mit dem mäandernden Verlauf des Wassers weckt.“
Olmsted entwarf die Fens so, dass diese durch die Gezeiten zweimal pro Tag geflutet wurden. Auf diese Weise fand ein regelmäßiger Wasseraustausch statt, was eine wesentliche Verbesserung im Vergleich zu vorher darstellte. Allerdings wurde 1910 ein Staudamm bei Craigie’s Bridge errichtet, der die Trichtermündung des Charles River von den Gezeiten des Atlantik abschnitt und das Süßwasser isolierte. Auf diese Weise wurden die Fens zu einer Süßwasser-Lagune, die regelmäßig durch Ablaufwasser aus dem Charles River Basin aufgefrischt wird.
Kurze Zeit später fügte der Landschaftsarchitekt Arthur Asahel Shurcliff, ein Protegé von Olmsted, neue Merkmale wie den Kelleher Rose Garden hinzu und formte den eher formalen Landschaftsstil, der in den 1920er und 1930er Jahren sehr populär war. Im gleichen Zuge wurde der Anlage ein Sportplatz hinzugefügt.
Mit dem Eintritt der Vereinigten Staaten in den Zweiten Weltkrieg im Jahr 1941 pflanzten die Einwohner einen Victory Garden in die Fens. Dieser wird als letzter bestehender Garten dieser Art noch heute betrieben und ist ein hochgeschätzter Gemeinschaftsgarten mit Blumen und diversen Gemüsesorten.
1961 kam eine Gruppe von Freunden und Nachbarn in East Fenway zusammen, um aktuelle Angelegenheiten in ihrer Nachbarschaft zu diskutieren, und gründeten die Nachbarschaftsvereinigung Fenway Civic Association (FCA). Freiwillige führten Projekte zur Reinigung der Straßen, zur Stadtverschönerung und zum Schutz der Anwohner vor Kriminalität durch. Bald darauf begann die FCA damit, für eine verbesserte Instandhaltung von Parkanlagen und anderen Elementen einzutreten, um eine sichere und angenehme Nachbarschaft zu garantieren.

## Bau- und Kunstwerke im Park

### DieFenway/Richard D. Parker Victory Gardens
Die Victory Gardens sind heute nach Richard D. Parker benannt, der die Gärten 1941 mit organisierte und dort bis zu seinem Tod im Jahr 1975 als Gärtner arbeitete. Seinen Anstrengungen ist es zu verdanken, dass die Victory Gardens im Fenway heute eine von lediglich zwei noch bestehenden Gartenanlagen aus dem Zweiten Weltkrieg in den Vereinigten Staaten sind. Während des Kriegs wurden ein Großteil der dort angebauten Nahrungsmittel zu den Streitkräften geschickt und die verbleibenden Mengen streng rationiert. Der damalige US-Präsident Franklin D. Roosevelt setzte fest, dass die Bürger der Vereinigten Staaten ihr eigenes Gemüse anbauen sollten. Die Stadt Boston wies daraufhin 49 Flächen zur Anlage von Gärten aus, darunter Grundstücke im Boston Common und im Boston Public Garden. Die Fenway Victory Gardens wurden 1941 angelegt und sind bis heute ein zentraler Bestandteil der Gemeinschaft in Fenway sowie bei Gärtnern in den gesamten USA sehr bekannt. Heute sind die Gärten privater Grund und stehen den Einwohnern in der Umgebung von Boston analog zum deutschen Konzept der Kleingartenanlagen zur Verfügung, um eigenes Gemüse oder Blumen anzubauen.

### DasAgassiz Road Duck House

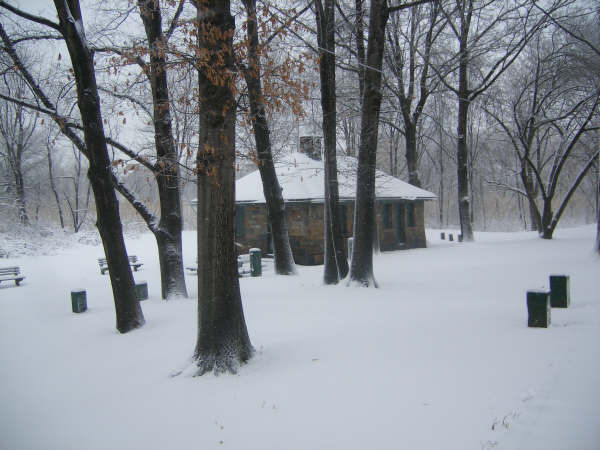
Das Agassiz Road Duck House

Das Agassiz Road Duck House wurde vom Architekten Alexander Longfellow entworfen und 1897 gebaut. Es wurde ausschließlich als Öffentliche Toilette genutzt, musste aber nach einem Feuer 1986 für den Wiederaufbau geschlossen werden. Das Duck House befindet sich in einem prominenten Teil der Back Bay Fens direkt neben der Agassiz Road Bridge und ist entlang dieser Straße das einzige Gebäude. Die Agassiz Road ist eine bedeutende Fußgänger-Verbindung zwischen den Stadtteilen East- und West Fenway, obwohl sie für Pkw lediglich als Einbahnstraße ausgelegt ist. Ein Großteil des heutigen Gebäudes ist im Original erhalten, wenngleich das Design des Daches im Zuge der Neukonstruktion nach dem Brand 1986 vereinfacht wurde. Das Häuschen selbst ist keine Sehenswürdigkeit in Boston, jedoch machen sein rustikaler Stil und die Verbindung zum Park das Duck House zu einem wichtigen Bestandteil der Back Bay Fens. Kürzlich gab es Überlegungen der Stadt Boston, das Duck House zum Beispiel durch die Errichtung eines Fahrradverleihs oder eines Cafés in der Nähe wieder zu beleben.

### Die Feueralarm-Zentrale
Seit ihrer Errichtung am 27. Dezember 1925 befindet sich die Feueralarm-Zentrale an der Adresse 59 The Fenway in der Nähe der Kreuzung von Westland Avenue und Hemenway Street. Es ist ein neoklassisches Gebäude aus Kalkstein in Gestalt einer Villa mit großen, kunstvoll verzierten Bronzetüren an einer Seite.
An der vorderen Fassade des Gebäudes findet sich die folgende Inschrift:

“ERECTED BY THE CITIZENS OF BOSTON TO FORTIFY AND EXTEND THE PRINCIPLE OF ORGANIZED RESISTANCE TO THE SCOURGE OF FIRE, CONSECRATED AND DEDICATED TO THE SERVICE THROUGH WHICH THIS PRINCIPLE IS SO NOBLY PERPETUATED.”

„Errichtet durch die Einwohner von Boston, um das Prinzip des organisierten Widerstands gegen die Plage des Feuers zu verstärken und auszuweiten. Gesegnet und gewidmet dem Dienst, durch den dieses Prinzip so ehrenhaft bewahrt wird.“

Alle Leitungen für Feueralarme sowie Funk- und Telefonkommunikation der Bostoner Feuerwehr werden von hier aus kontrolliert. Das Gebäude verfügt über einen unabhängigen Generator für den Fall eines Stromausfalls.

### DasWestland Gate

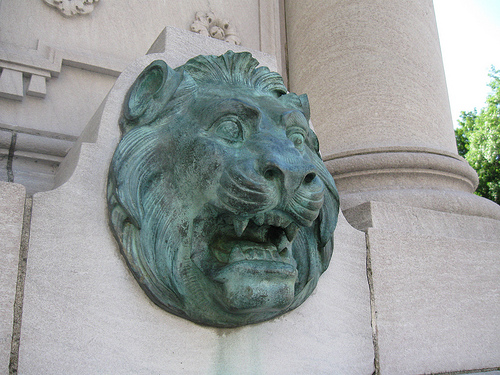
Ein Löwenkopf am Westland Gate

Im Jahr 1905 wurde der Haupteingang zu den Fens an das Ende der Westland Avenue verlegt, wo heute das Westland Gate als prachtvoller Eingang in den Park dient.

### Die Gedenkstätte fürKatharine Lee Bates
Das Katharine-Lee-Bates-Monument besteht aus einer frei stehenden Granittafel, in die eine Bronzeplakette eingelassen ist. Es befindet sich an der Agassiz Road über dem Muddy River und dem Stony Brook Gatehouse. Die Plakette informiert den Betrachter über das Leben von Bates und enthält auch Teile aus America the Beautiful, das sie Ende des 20. Jahrhunderts geschrieben hat.

### DasJohn Boyle O’Reilly-Denkmal
In der Nähe des Westland Gate befindet sich das John Boyle O’Reilly-Memorial. Mit diesem Denkmal, das 1894 von Daniel Chester French geschaffen wurde, wird an den irischen Poeten und Redakteur der katholischen Tageszeitung The Pilot erinnert. An der Vorderseite befindet sich eine Büste von O’Reilly, an der Rückseite eine Erin-Statue, die einen Kranz aus Lorbeer- und Eichenblättern für ihre Söhne Dichtkunst und Patriotismus webt. Im Hintergrund befinden sich keltische Kalligrafien.

### DasJohn Endecott-Monument
Das Denkmal befindet sich gegenüber dem Forsyth Dental Institute und dem Museum of Fine Arts am Forsyth Way und war ursprünglich der Eingangsbereich an der Huntington Avenue in die Back Bay Fens. Der aus rotem Granit bestehende Sockel trägt die Statue von John Endecott aus weißem Granit. Die Statue selbst zeigt ihn als Standporträt und gekleidet in frühe Kolonialtracht, bestehend aus einem Mantel mit einem breiten, quadratischen Kragen, einer Kniebundhose, Schnallenschuhen und einem langen Umhang. Seinen Hut hält er an seiner Seite in der rechten Hand. Die Skulptur steht auf einem quadratischen Sockel, der wiederum aus einer großen Granitmauer herausragt. Diese trägt die Inschrift: „JOHN ENDECOTT 1588-1665“. Eine niedrige Sitzbank aus Granit verläuft rund um die Mauer.
Den Inschriften auf einer Seite des Monuments zufolge wurde es vom Architekten Ralph Weld Gray entworfen und 1936 von Carl Paul Jennewein erschaffen. Auf der Rückseite befindet sich eine lange Inschrift mit dem Titel „Bequest George Augustus Peabody Esquire of Danvers, Massachusetts“, dtsch. „Das Erbe von George Augustus Peabody, Wohlgeborener aus Danvers, Massachusetts“. Die Hauptinschrift beinhaltet das Siegel des Commonwealth of Massachusetts und das Zitat: „STRONG, VALIANT JOHN WILT THOU MARCH ON, AND TAKE UP STATION FIRST, CHRIST CAL'D HATH THEE, HIS SOLDIER BE, AND FAIL NOT OF THY TRUST -EDWARD JOHNSON 1654“.

### Sportgelände
Als Teil der von Arthur Shurcliff durchgeführten Veränderungen an den Back Bay Fens wurde 1923 ein Sportgelände gebaut. Zwei massive steinerne Tribünen wurden 1926 hinzugefügt und 1928 durch eine von William D. Austin entworfene Turnhalle ergänzt. Diese wurde in den 1980er Jahren aufgrund von Baufälligkeit abgerissen und durch ein einfaches Lagerhaus im gotischen Stil ersetzt. Das Sportgelände wurde später in Joseph Lee Playground umbenannt.
Zu einem unbekannten Zeitpunkt wurden zwei Baseballfelder hinzugefügt. Eines davon ist dem Baseballspieler und Philanthropen Roberto Clemente gewidmet, das andere wurde 1984 den aus der Nachbarschaft stammenden Anwohnern Brian und David Cobe gewidmet, indem eine Bronzeplakette in einen Gesteinsbrocken aus Roxbury-Konglomerat eingelassen und direkt neben das Feld platziert wurde.
In den 1970er Jahren wurden zusätzlich zwei Basketballfelder errichtet und Jim Bradley gewidmet. 2010 wurde das gesamte Sportgelände als Teil des Public Private Partnership zwischen der Stadt Boston und dem Emanuel College umfassend renoviert und auf die neuesten Standards ausgerichtet, was unter anderem den Abriss einer der Steintribünen erforderte.

### DasRoberto Clemente-Denkmal
Dieses Monument wurde 1973 dem Baseballspieler und Philanthropen Roberto Clemente gewidmet. Es besteht aus einem 5 ft (2 m) hohen Steinblock, in den ein großes, aus Bronze bestehendes Relief eingelassen ist, das eine Abbildung von Clemente zeigt und eine kurze Inschrift in Spanisch und Englisch enthält: „Roberto Clemente: His three loves; Puerto Rico, baseball, and children.“, dtsch. „Roberto Clemente: Seine drei Lieben; Puerto Rico, Baseball und Kinder.“ Das benachbarte Baseballfeld ist ebenfalls ihm gewidmet.

### Japanische Tempelglocke
Die aus Bronze bestehende Glocke wurde 1675 durch Tanaka Gonzaemon unter der Aufsicht von Suzuki Magoemon gegossen und Bishamon geweiht, einer buddhistischen Gottheit der Kinder und des Glücks. Die Glocke wurde 1940 den japanischen Kriegsanstrengungen zur Verfügung gestellt, endete jedoch auf einem Müllhaufen in Yokosuku. Seeleute der Boston bargen die Glocke nach Ende des Zweiten Weltkriegs und boten sie der Stadt Boston 1945 an. 1953 übergaben Japanische Regierungsvertreter die Glocke offiziell an Boston als Symbol des Weltfriedens.

### DerKelleher Rose Garden

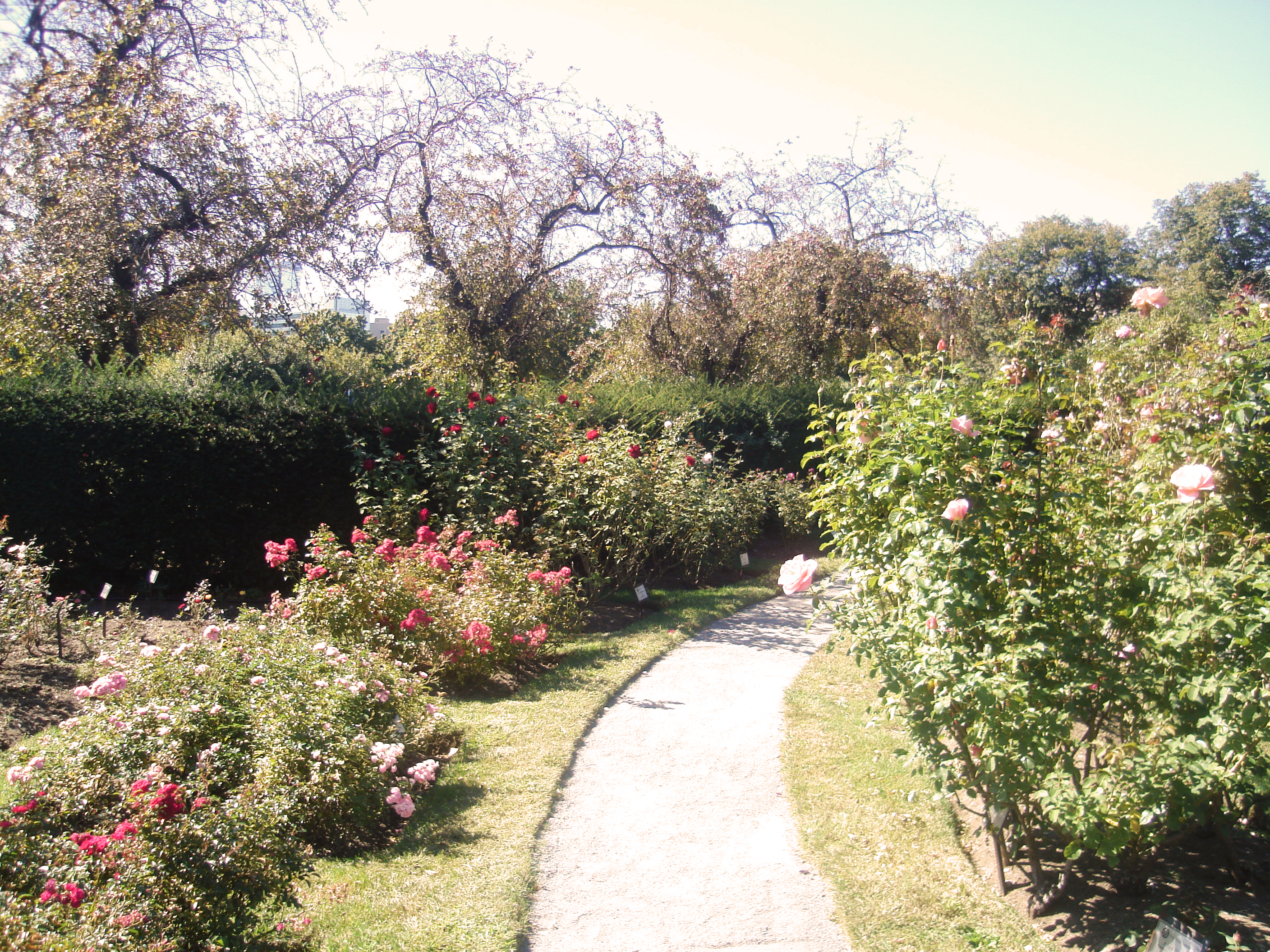
Kelleher Rose Garden (September 2009)

Im frühen 20. Jahrhundert wurden öffentliche Rosengärten sehr populär, so dass der Landschaftsarchitekt Arthur Shurcliff 1930 einen als Rundweg konzipierten Rosengarten inkl. Springbrunnen gegenüber dem Museum of Fine Arts anlegte. Dort konnten die Allgemeinheit ebenso wie Rosen-Enthusiasten alles Interessante über das Kultivieren von Rosen lernen und sich an den Blumen erfreuen. Der Bereich wurde 1933 um eine rechteckige Sektion erweitert, an deren südlichem Ende eine Kopie der berühmten El-Desconsol-Statue steht, die von Barcelona an Boston geschenkt worden war.
1975 wurde der Garten in James P. Kelleher Rose Garden umbenannt, der als Superintendent für Gartenbau im Bostoner Parks and Recreation Department tätig war. Im späten 20. Jahrhundert verfiel der Rosengarten zusehends, was eine vollständige Restaurierung erforderlich machte. Im Jahr 2001 rief die Emerald Necklace Conservancy in Zusammenarbeit mit dem Parks and Recreation Department Landschaftsarchitekten, Gartenbau- und Rosenspezialisten zusammen, um einen umfassenden Plan für die Erneuerung des Rosengartens zu entwickeln.
Pfade und Bepflanzungen wurden anhand der Originalpläne neu zugeschnitten, die Muttererde wurde erneuert und Torf aufgebracht. Eine Bewässerungsanlage wurde ebenso installiert wie neue Beschilderungen angebracht, um den Besuchern zu ermöglichen, von dem Garten zu lernen. 2008 wurden die Arbeiten am Rosengarten abgeschlossen. Für 2011 war unter anderem eine Restaurierung des originalen, dekorativen Springbrunnens geplant, um ihn nach Jahrzehnten der Nichtnutzung wieder zum Funktionieren zu bringen. Dazu zählt auch der Ersatz fehlender Statuen in Form von Cherubim.

### DerVeterans Memorial Park
Im Jahr 1948 wurde durch den George Robert White Fund eine Gruppe von zunächst einem, später drei Kriegsdenkmälern finanziert, die kreisförmig angeordnet sind und sich neben dem Rosengarten, der Agassiz Bridge und einem Konzertpavillon befinden, von dem aus der Besucher auf zwei Torhäuser auf der anderen Seite des Muddy River blickt.
Das erste, aus Granit gefertigte Denkmal ist dem Zweiten Weltkrieg gewidmet und wurde vom Architekten Tito Cascieri erschaffen. Es besteht aus einem Sockel und einem Pult, umgeben von einer halbkreisförmigen Mauer mit Namen in Bronzetafeln. Eine große Engelsstatue aus der Hand von John F. Paramino ruht an der Spitze des Denkmals neben einem mit Bronzesternen bedeckten Obelisken. Dies ist das älteste und zugleich größte Denkmal an dieser Stelle im Vergleich zu den beiden anderen Gedenkstätten in der direkten Umgebung. In das Pult wurde in den 1990er Jahren eine Plakette eingelassen, die das Gesamtwerk der drei Einzeldenkmäler als Veterans Memorial Park umwidmet und den US-Sergeant Charles Andrew MacGillivary ehrt, der im Zweiten Weltkrieg die Medal of Honor erhielt und in Boston in die Armee eingetreten war.
Das zweite, im Vergleich zum ersten deutlich kleinere Denkmal ist das Korean War Memorial. Es besteht aus einem steinernen Platz mit einer integrierten Landkarte von Korea. Die Karte flankieren zwei Steinplatten, die als Sitzbank genutzt werden können. Die eigentliche Gedenkstätte besteht aus einem quadratischen Feld mit in drei Reihen angeordneten Namen. Am oberen Ende steht das Wort „Korea“ und die Jahreszahlen „1950-1953“.
Das dritte Denkmal der Installation ist das Vietnam War Memorial und vom Aufbau her identisch mit dem Korean War Memorial. Die Landkarte zeigt das Land Vietnam, die Überschrift über der Namensliste lautet „Vietnam“ und „1962-1975“.

### DieRobert Burns-Statue (umgesetzt)
Der Granitsockel der Statue von Robert Burns ist immer noch am Saumpfad hinter dem Boston Fire Alarm Office und neben der Agassiz Road zu sehen. 1910 veranstaltete die The Burns Memorial Association in Boston einen Wettbewerb zur Anfertigung einer Statue. Der Gewinner dieses Wettbewerbs war der Künstler Henry Hudson Kitson, der die Statue im Jahr 1919 fertigstellte. 1920 weihte der damalige Gouverneur Calvin Coolidge die Statue ein. Im Sommer 1975 wurde sie jedoch aus Fenway an den Winthrop Square (Ecke Otis und Devonshire) versetzt. Es gibt nach Angaben der Boston Art Commission zurzeit keine Pläne, die Statue an ihren ursprünglichen Platz zurückzubringen. Mehrere Straßen, welche in der Nähe der Back Bay Fens verlaufen, tragen die Namen schottischer Städte, die in den Werken von Burns vorkommen, z. B. Peterborough, Kilmarnock und Queensbury. Die Statue soll mit ihnen als Zeichen der Ehrung korrespondieren.

### DasRadio Operators memorial(umgesetzt)
Der Sockel dieses Denkmals steht noch an der Agassiz Road neben der Agassiz Bridge, von wo aus man die Kriegsdenkmäler gegenüber dem Rosengarten sehen kann. Das Radio Operators memorial wurde nach dem Zweiten Weltkrieg eingeweiht und bestand aus einem sinkenden Schiff mit dem Signal SOS, das in Morsecode um den Sockel herum angebracht war. Das Denkmal erinnerte an die Funker, die ihr Leben auf Handelsschiffen während des Kriegs verloren. In den 1990er Jahren wurde es auf Wunsch von Funker-Veteranen nach Peddocks Island versetzt, wo sie ihre Ausbildung erhalten hatten. Die Insel ist Teil der Boston Harbor Islands National Recreation Area und kann per Wassertaxi erreicht werden.

### DasStony Brook Gatehouseund die Pumpstation
Das Stony Brook Gatehouse wurde von Henry Hobson Richardson entworfen und besteht aus einem Schieferdach mit großen Holzbalken, das auf Wänden aus abgerundeten Steinen in verschiedenen Größenordnungen ruht. Der rote Mörtel, der zur Verbindung der Steine genutzt wurde, ist vergleichbar mit dem bei anderen Werken von Richardson verwendeten Material.
Ein baugleiches Gebäude, das von Edmund Wheelright, einem Protegé von Richardson, entworfen wurde, befindet sich in unmittelbarer Nachbarschaft. Es wurde später hinzugefügt, um Pumpen für die Boston Water and Sewer Commission aufzunehmen. Das Stony Brook Gatehouse war seitdem außer Betrieb, wurde jedoch 2010 zum Hauptquartier der Emerald Necklace Conservancy mit angegliedertem Besucherzentrum umgebaut.

### Die Brücken
Gemeinsam mit dem Fenway besitzen bzw. besaßen die Fens vier große und vier kleine Brücken. Olmsted bat den Architekten Henry Hobson Richardson, mit dem er bereits öfter zusammengearbeitet hatte, diese Brücken zu entwerfen. Obwohl sie einfacher gestaltet sind als die meisten anderen seiner Arbeiten, betonen sie dennoch die Liebe Richardsons zu unbehauenen Steinen und bogenförmigem Mauerwerk. Die Brücken wurden entweder aus im Steinbruch Parker Hill in Roxbury vorkommendem Gesteinskonglomerat oder aus für Richardson typischem, rosafarbenem Granit aus Worcester errichtet.
Die Brücken, die nicht nach den Straßen benannt wurden, die über sie führen, tragen die Namen zum Zeitpunkt der Errichtung der Back Bay Fens prominenter lokaler Familien: Henry Lee Higginson, Gründer des Boston Symphony Orchestra, und Louis Agassiz, ein bekannter Wissenschaftler am Harvard College, dessen Tochter Higginson heiratete.

#### Große Brücken

##### Bowker Overpass
Am nördlichen Ende der Lagune befindet sich in nördlicher Richtung die Commonwealth Avenue und direkt im Westen die aus Stahl bestehende Bowker Overpass-Balkenbrücke, welche den Storrow Drive mit der Boylston Street verbindet. 2011 gab es Bestrebungen, die Brücke abzureißen, weil sie den Emerald Necklace teile und nicht unbedingt eine Augenweide darstelle.

##### Boylston Street Bridge (Richardson Bridge)
Die größte Brücke in den Back Bay Fens wurde 1883 gebaut und besteht aus einem einzigen Torbogen aus Ziegeln, der mit Granit aus Worcester verkleidet ist.

##### Agassiz Road Bridge
Die Brücke wurde 1887 erbaut und besteht aus einer Reihe von Ziegel-Torbögen, die mit Konglomeratgestein verkleidet sind.

##### Higginson Circle Bridge (Fens Bridge)
Sie wurde vom 20. Februar bis zum 17. November 1891 errichtet und besteht sowohl aus Mauerwerk als auch aus Konglomeratgestein. Sie hat ein lichtes Maß von 15 ft (5 m) und ist 96 ft (29 m) breit. Nach Angaben eines Dokuments aus dem Jahr 1892 betrugen die damaligen, nicht korrigierten Baukosten 27.699,34 US-Dollar.

##### Brookline Avenue Bridge
Diese Brücke wurde 1899 errichtet und von 1954 bis 1956 abgerissen. Von 2011 bis 2013 wurde sie im Rahmen eines Fluss-Restaurierungs-Projekts wieder aufgebaut. Der Abriss erfolgte, als der Muddy River in den 1950er Jahren in einen unterirdischen Kanal verlegt wurde und die Flussquerung nicht mehr erforderlich war. Im Zuge des Restaurierungsprojekts wird der Fluss wieder an die Oberfläche geholt und die Brücke durch das United States Army Corps of Engineers erneut gebaut.

#### Kleine Brücken

##### Bridle-Path Bridge
Ihr Bau begann im August 1893 und wurde am 13. August 1894 abgeschlossen. Aufgrund einer umfangreichen Neuordnung der Straßen wurde sie in den Jahren 1954 bis 1956 abgerissen. Die Steinbogenbrücke führte in einer Kurve vom Park Drive zu einem Reitweg parallel zum Riverway. Sie wird im Rahmen des Restaurierungsprojekts nicht wiederaufgebaut.

##### Huntington Avenue Entrance Bridge
Diese Fußgängerbrücke führt vom Forsyth Way in die Back Bay Fens und führt an der Japanischen Tempelglocke vorbei. Sie bestand ursprünglich aus Holz und wurde 1923 im Zuge der Umgestaltung des Areals durch Arthur Shurcliff errichtet. Sie wurde in den 1980er Jahren durch eine verstärkte Betonbrücke mit einer Verkleidung aus Granit ersetzt.

##### Museum Road Bridge
Ebenfalls eine Fußgängerbrücke, führt sie vom Museum of Fine Arts in die Fens zu einem Pfad neben der Lagune. Sie bestand ursprünglich aus Holz und wurde 1923 im Zuge der Umgestaltung des Areals durch Arthur Shurcliff errichtet. Sie wurde in den 1980er Jahren durch eine verstärkte Betonbrücke mit einer Verkleidung aus Granit ersetzt.

##### Tremont Street Entrance Bridge
Der Eingang an der Tremont Street in die Back Bay Fens wurde in Evans Way Park umbenannt, zu Ehren von eben jenem Evans, der einen ganzen Flügel für das benachbarte Museum gestiftet hatte. Auch diese Brücke bestand ursprünglich aus Holz und wurde 1923 im Zuge der Umgestaltung des Areals durch Arthur Shurcliff errichtet. Sie wurde durch Brandstiftung 1964 während einer Studentenrevolte zerstört. Die Stützpfeiler stehen jedoch noch, und es gab viele vergebliche Versuche, die Brücke zu rekonstruieren. Es wird erwartet, dass nach dem Abschluss des Muddy River Restaurierungsprojekts die Brücke ebenfalls wieder aufgebaut wird.

## Aktuelle Nutzung
Da der Park im Einzugsgebiet der Longwood Medical and Academic Area liegt, in der beispielsweise die Northeastern University, das Boston Conservatory, das Berklee College of Music, die Boston Latin School, das Museum of Fine Arts, die School of the Museum of Fine Arts, das Simmons College, das Massachusetts College of Art and Design und die Harvard Medical School angesiedelt sind, ist er eine geschätzte und hoch frequentierte Grünfläche in der Stadt.
Die Fenway Civic Association arbeitet mit öffentlichen Einrichtungen zusammen, um den Park aufzuwerten und zu verschönern, das Verkehrsaufkommen zu reduzieren und wertvolle Ressourcen zu sichern.
Direkt im Park befindet sich das Hauptquartier der Emerald Necklace Conservancy. Sie restauriert und verwaltet das gesamte System des Emerald Necklace durch das Konzept des Public Private Partnership.

## Bildergalerie

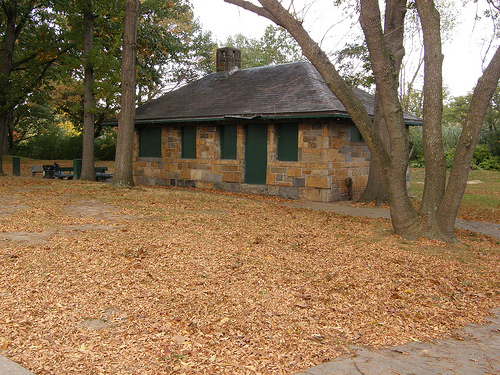
Das Longfellow Duck House im Herbst
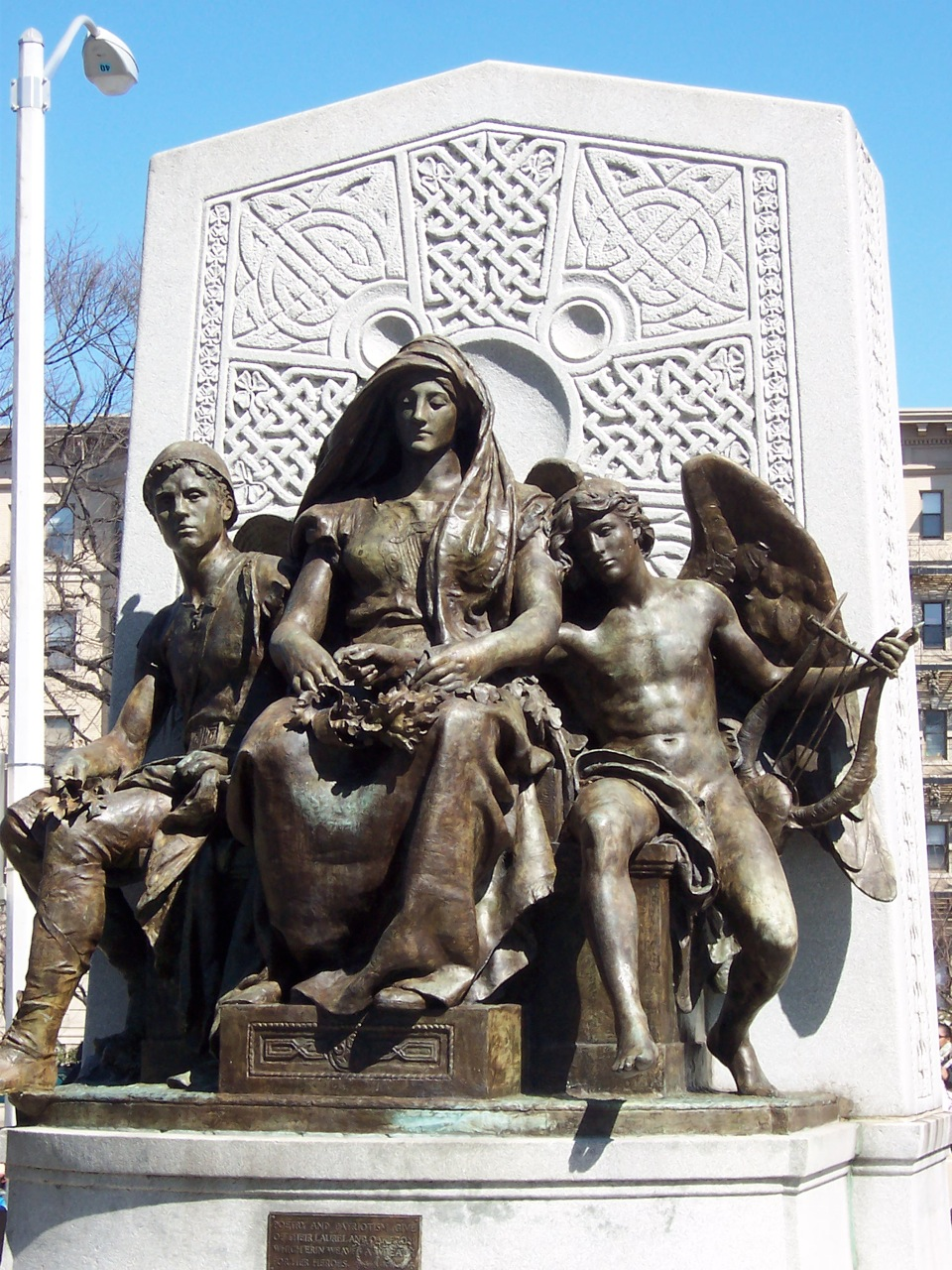
Das John Boyle O’Reilly Memorial
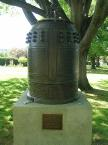
Die japanische Tempelglocke
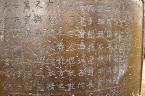
Detail der Glocke